# Atypophthalmus mauritianus
Atypophthalmus mauritianus är en tvåvingeart som först beskrevs av Alexander 1956.  Atypophthalmus mauritianus ingår i släktet Atypophthalmus och familjen småharkrankar.
Artens utbredningsområde är Mauritius. Inga underarter finns listade i Catalogue of Life.